# دایانیسیو لازری
 دایانیسیو لازری (انگلیسی: Dionisio Lazzari؛ ۱۷ اکتبر ۱۶۱۷ – ۹ اوت ۱۶۸۹) یک معمار، و مجسمه‌ساز اهل ایتالیا بود.